# Klavs Becker-Larsen
Klavs Becker-Larsen (født 4. august 1927 i København, død 29. marts 2018) var en dansk lærer og forfatter, der i 1951 indledte dansk bjergbestignings historie i Himalaya. Forinden var han som ung medlem af sabotageorganisationen BOPA samt af Den Danske Brigade i Sverige. Derefter tilbragte han tre år i Kenya og Congo, og det var her, at han blev besat af tanken om at forsøge at bestige Mount Everest. Senere fungerede han som folkeskolelærer i en årrække, kombineret med rejser, der leverede inspiration til hans skribentvirksomhed.

## Forsøg på bestigning af Mount Everest
I marts 1951 vandrede Becker-Larsen som 23-årig illegalt ind i Nepal fra Indien og påbegyndte sin enmandsekspedition op ad Mount Everest, verdens højeste bjerg, som på dette tidspunkt endnu ikke var besteget. Han var uden erfaring i bjergbestigning, hans økonomiske ressourcer var beskedne og hans udstyr var stort set begrænset til en isøkse, men han nåede dog op i 6.800 meters højde. Undervejs var han den første europæer, som krydsede passet Nangpa La fra Khumbu i Nepal til nordsiden af Everest-massivet i Tibet, da han undervejs i sit forsøg yderligere var den første, der forsøgte at bestige Mount Everest først fra sydsiden, hvor han måtte opgive på grund af farerne fra det store isfald, og dernæst fra nordsiden, hvor han som nævnt nåede op i 6.800 meter.
Becker-Larsen beskriver rejsen i sin rejsedagbog Everest udfordringen – en danskers dagbog fra en hemmelig færd. Det er bemærkelsesværdigt, at bogen først udkom i 1991, 40 år efter begivenheden, hvilket skyldes, at forholdene i specielt datidens Tibet ikke var venligt stemt over for udlændinge og heller ikke over for lokale, som hjalp udlændinge. Dette forhold angiver Becker-Larsen som begrundelse for ikke at offentliggøre sin beretning og billeder af dem, som hjalp ham undervejs, før enhver risiko for repressalier ikke længere var aktuel.
Klavs Becker-Larsens ulovlige enmandsekspedition har senere aftvunget stor respekt blandt senere bjergbestigere i Himalaya. John Hunt, der var leder af den første succesrige Mount Everest ekspedition i 1953, hvor Tenzing Norgay og Edmund Hillary nåede toppen, tilkendegav efterfølgende, at han anså Klavs Becker-Larsens indsats for større end sin egen.

## Myten omden afskyelige snemand
Klavs Becker-Larsen deltog senere i 1950'ernes populære quiz-program Kvit eller dobbelt, hvor han scorede toppræmien på 10.000 kr. på sin viden om bjergbestigning.
I slutningen af 1950'erne gennemførte Klavs Becker-Larsen en ekspedition gennem dele af Øst-Nepal, hvor han indsamlede fugle for Zoologisk Museum og forsøgte at gå bag om myten om den afskyelige snemand eller Yeti'en, som fænomenet kaldes i Nepal. Klavs Becker-Larsens store ihærdighed og ordenstalent resulterede i indsamling af et overordentligt stort antal fugle, hvoraf mange fortsat ligger uoppakket i museets arkiver. Det lykkedes også Becker-Larsen at afdække snemandens sande identitet, men det kom der ikke nogle historier ud af, for ugebladet Se & Hør som var en af hans hovedsponsorer, ønskede ikke af aflive myten om snemanden.[kilde mangler]